# 麦肯齐·博伊德-克洛斯
麦肯齐·博伊德-克洛斯（英語：Mackenzie Boyd-Clowes，1991年7月13日—），加拿大男子跳台滑雪运动员。他曾代表加拿大参加2010年、2014年、2018年和2022年冬季奥林匹克运动会跳台滑雪比赛，其中2022年冬季奥运会获得一枚铜牌。